# Slivno (żupania splicko-dalmatyńska)
Slivno – wieś w Chorwacji, w żupanii splicko-dalmatyńskiej, w gminie Runovići. W 2011 roku liczyła 352 mieszkańców.